# Dunton Bassett
Pour les articles homonymes, voir Dunton et Bassett.
Dunton Bassett est une paroisse civile et un village du Leicestershire, en Angleterre.